# Саража Євген Володимирович
Євге́н Володи́мирович Саража́ (7 грудня 1977, м. Сміла, Черкаська область — 15 лютого 2023, м. Лиман, Донецька область) — український доброволець, командир 21-ї резервної сотні ДУК «ПС», учасник російсько-української війни, кандидат в народні депутати, побратим і друг Дмитра Коцюбайла «Да Вінчі».

## Життєпис
Народився 7 грудня 1977 в місті Сміла Черкаської області.
Став добровольцем у 2014 році коли почалася Російсько-українська війна. Долучився до лав Правого Сектору. З 2016-го року став командиром 21-ї резервної сотні ДУК «ПС» Черкаської області.
У 2019-му повернувся до цивільного життя, але продовжував допомагати побратимам як волонтер. Висувався на виборах до Верховної Ради у 198-му мажоритарному окрузі. У цивільному житті мав бізнес, дружину, виховував двох дітей. Мріяв добудувати будинок та жити там із родиною.
У перші ж дні повномасштабної війни повернувся до «Вовків Да Вінчі», щоб захищати Україну. Воював на найгарячіших напрямках. За словами комбата Да Вінчі очолив групу з якою прочесував замінований ліс біля Ізюму де було затрофеєно 4 гармати 152-го калібру. Керував розвідкою батальйону «Вовки Да Вінчі».

## Загибель
Загинув від ворожої ракети, котра вцілила у командно-спостережний пункт батальйону, що знаходився на околицях міста Лиман Донецької області.
Прощання відбулося в місті Сміла. Похований на Алеї Героїв міського цвинтаря.

## Нагороди
14 березня 2023 нагороджений орденом Богдана Хмельницького ІІІ ступеня указом президента України, посмертно.